# Copa Ciudad de Asti
La Copa Ciudad de Asti (oficialmente: Coppa Citta di Asti) fue una carrera ciclista italiana de un día, limitada a corredores sub-23, que se disputaba en la ciudad de Asti y sus alrededores, un martes (habitualmente el primero) del mes de mayo.
Se creó en 2003 como carrera amateur y en 2004 ascendió a la categoría 1.7.1 (máxima categoría amateur para corredores sub-23). Desde la creación de los Circuitos Continentales UCI en 2005 formó parte del UCI Europe Tour, dentro de la categoría 1.2 (última categoría del profesionalismo) y finalmente en la categoría específica creada en el 2007 para corredores sub-23, dentro de la última categoría del profesionalismo: 1.2U.
Su recorrido tuvo cerca de 140 km hasta que subió a profesionales que se incrementó en unos 20 km más.

## Palmarés
En amarillo: edición amateur.
| Año  | Ganador          | Segundo              | Tercero            |
| ---- | ---------------- | -------------------- | ------------------ |
| 2003 | Daniele Di Nucci | Hubert Krys          | Francesco Failli   |
| 2004 | Aaron Kemps      | Daniele Colli        | Rino Zampilli      |
| 2005 | Fabio Sabatini   | Tiziano Dall'Antonia | Nicholas Sanderson |
| 2006 | Oscar Gatto      | Matthew Goss         | Stefano Basso      |
| 2007 | Tony Martin      | Siarhei Papok        | Jarosław Marycz    |

## Palmarés por países
| País      | Victorias |
| --------- | --------- |
| Italia    | 3         |
| Australia | 1         |
| Alemania  | 1         |